# Astacilla monodi
Astacilla monodi is een pissebed uit de familie Arcturidae. De wetenschappelijke naam van de soort is voor het eerst geldig gepubliceerd in 1925 door Walter Medley Tattersall.